# Johan Rutbäck
Johan Rutbäck, född 17 juni 1792 i Luleå socken, död 11 mars 1859 i Nederluleå socken, var en svensk lantmätare.
Rutbäck avlade lantmätarexamen 1810, blev vice lantmätare 1814 och kommissionslantmätare 1821 vid allmänna skiftesverket. År 1825 blev Rutbäck andre lantmätare och 1836 förste lantmätare, det vill säga lantmäterichef, samt var styresman för avvittringsverket i Norrbottens län mellan 1835 och 1853. Rutbäck var ledamot i 1844 års kommitté för utarbetande av stadgar för lappar och fjällfinnar i Sverige och Norge. År 1848 utgav han skriften Sammanfattning af nu gällande stadgar och föreskrifter, rörande afvittrings-verket i Norrbottens län jemte åtskillige anteckningar om deras tillämpning. Rutbäck blev riddare av Vasaorden år 1843. Liksom många andra lantmätare, som var stationerade i Luleå socken, hade han sitt hem i Sunderbyn, där han ägde en gård.
Rutbäck var son till bonden Nils Andersson Rutberg (1751–1821) i Rutvik. Han gifte sig 1813 med Catharina Öhrling (1788–1820), som var född i Smedsbyn i Luleå socken, andra gången 1822 med sin kusin Catharina Bodin eller Baudin (1795–1833), som var född i Korpikå i Nederkalix samt var dotter till fältväbeln Daniel Bodin och Catharina Andersdotter Rutberg, tredje gången 1835 med Ulrica Huss (1788–1837), som var dotter till borgmästaren Erik Joachim Huss i Härnösand och änka efter kyrkoherden Olof Sellstedt i Nederluleå, och fjärde gången 1838 med Catharina Christina Granlund (1812–1863), som föddes i Öjebyn och var dotter till komminister Israel Magnus Granlund. Bland Rutbäcks många barn märks Anna Justina Rutbäck (1813–1875) som var gift med lantmätaren Erik Magnus Hortlund i Töre, Sofia Rutbäck (1830–1890), som var gift med sågverksägaren Carl Anton Hedqvist, och Fredrika Rutbäck (1832–1911), som på 1860-talet innehade fotoateljén Fredrique Rutbäck & Amanda Nordberg i Luleå och gifte sig med färgaren Johan Fredrik Bergström i Piteå, och borgmästaren Oscar Rutbäck (1839–1884) i Piteå.